# Valles Altos
Los Valles Altos son una región de México. Se encuentra en el Altiplano Central a elevaciones entre  2200 a 2600 m s. n. m.
La región comprenden parte de los estados México, Morelos, Hidalgo, Tlaxcala y Puebla.  La región es objeto de un proceso de industrialización.
El clima templado predomina en los Valles Altos de México, poseen una buena época de lluvias durante el verano.

## Agricultura
En la región de Valles Altos de México se cultivaba al 2019 el 27.4% de la superficie sembrada en México con maíz, y alrededor del 55% de la cebada. La zona es objeto de estudios y proyectos de desarrollo para producir plantas con mejor rinde y más resistentes a condiciones ambientales e insectos.
La diversidad climática de Valles Altos, hace que sea preciso recurrir a variedades especiales de maíz incluyendo híbridos, para incrementar la producción.